# Sagariste
Sagariste – wieś w Estonii, w prowincji Sarema, w gminie Pihtla.